# Isla de San Pedro (Bulgaria)

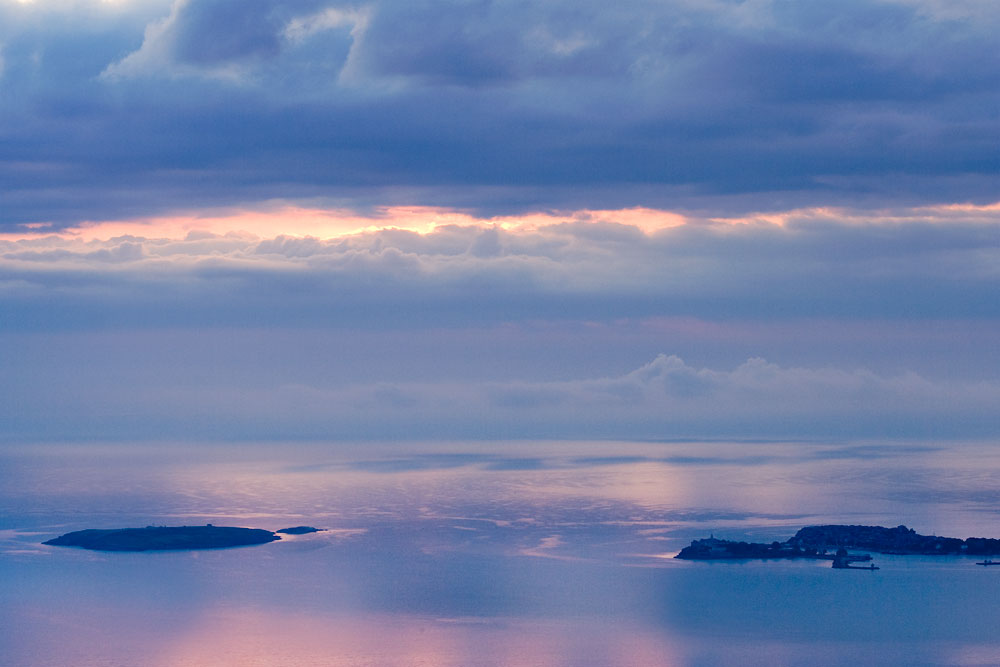
Islas de San Ivan, San Pedro y San Quirico al amanecer (vista desde Bakurluka)

La isla de San Pedro (en búlgaro: Остров Свети Петър, ostrov sv. Petar) es una pequeña isla de Bulgaria en el mar Negro, con una superficie de 0,025 kilómetros cuadrados y una altura de nueve metros sobre el nivel del mar. También conocida como isla de los Pájaros, se encuentra en la bahía de Sozopol, cerca de la isla Santa Iván y San Quirico. Dado que no se menciona en ninguna fuente hasta mediados del siglo XIX, se presume que separaron de la más grande (San Iván, que se encuentra a pocos cientos de metros al oeste) como consecuencia de algún tipo de fenómeno natural en esa época. Los arqueólogos han descubierto las ruinas de una capilla de la época del Renacimiento Nacional Búlgaro, así como restos de cerámica antigua. También hubo dos pequeños islotes o rocas de gran tamañoal este de San Pedro, conocidos por los nombres de Milo y Gata, que fueron descritos por última vez por corresponsales de guerra de Rusia en la década de 1820 y presumiblemente sumergidos en los años siguientes.